# Јулијан Александријски
Патријарх Јулијан био је једанаести патријарх и поглавар (папа) Александријске патријаршије. Његов прзник се слави 8. паремхата.
Био је узоран свештеник, проучавао је теолошке књиге и ходао на путу чедности и религије и спокоја. После овог патријарха, његови наследници нису увек остајали у Александрији.